# Cucut sargantaner de Jamaica
El cucut sargantaner de Jamaica (Coccyzus vetula) és una espècie d'ocell de la família dels cucúlids. Es troba a Jamaica, on no és comuna però les seves poblacions es mantenen estables. Es desconeix el seu volum poblacional.
Arriba a una llargada de 40 cm i un pes d'uns 95 g. Viu en selves i altres àrees boscoses. S'alimenta de petits rèptils, insectes, pollets d'altres ocells... que troba a les copes dels arbres i a mitjana altura entre les plantes. La còpula té lloc durant l'octubre. Quan canta, interpreta un “cak-cak-cak-ka-ka-ka-k-k” ràpid i baix.